# Micropia
Micropia — первый в мире музей микроорганизмов, расположенный в центре Амстердама (Нидерланды).

## История
Идея создания необычного музея принадлежит Хайгу Балиану (Haig Balian), директору королевского зоопарка Artis. Для того чтобы претворить замысел в реальность, понадобилось 12 лет.
Музей был открыт 30 сентября 2014 года в присутствии королевы Нидерландов. На его создание было затрачено 10 миллионов евро. Он располагается в историческом здании XIX века в непосредственной близости к амстердамскому зоопарку, частью которого является.

## Концепция
Свою задачу создатели музея видели в том, чтобы продемонстрировать тесную взаимосвязь природы и человеческой цивилизации. По их мнению, эту взаимосвязь невозможно осознать в полной мере, не имея представления о микромире, существующем рядом с макромиром. Поэтому музей Micropia стремится привлечь внимание широкой публики к вопросам микробиологии и показать своим посетителям то, что окружает их в повседневной жизни, но обычно остаётся скрытым от глаз. Миссия музея заключается также в том, чтобы пробудить у детей и учащихся интерес к микробиологии и поддерживать тех, кто решит заниматься ею в дальнейшем. В перспективе музей должен стать местом встреч специалистов-микробиологов и всех тех, кого интересует эта наука.

## Экспозиция
Micropia — современный высокотехнологичный музей; со многими экспонатами посетители могут взаимодействовать в интерактивном режиме. Экспозиция ориентирована на посетителей разных возрастных групп, от самых маленьких (рекомендованный возраст — от восьми лет) до взрослых.
В музее можно узнать о видовом разнообразии микроорганизмов, об условиях их обитания и взаимодействии с окружающей средой, а также с человеком. Кроме того, Micropia — это не только музей, но и «зоопарк» микроорганизмов, так как большая часть его экспонатов — живые. За их жизнедеятельностью посетители могут наблюдать в специальные микроскопы, которые проецируют изображение высокого качества на большой экран. Специально для музея был разработан 3D-микроскоп, позволяющий наблюдать за размножением микроорганизмов.
Среди прочего посетители могут увидеть в музее гигантскую модель вируса Эбола, узнать, какие микробы и бактерии обитают на предметах повседневного обихода, пронаблюдать участие микроорганизмов в различных естественных процессах (гниения, разложения и пр.). С помощью интерактивного сканера можно увидеть, какие микробы населяют различные части человеческого тела; желающие могут также опробовать сканер «Kiss-o-Meter», чтобы узнать, сколько микробов люди передают друг другу во время поцелуя.
Частью музея является лаборатория, в которой выращиваются микроорганизмы для музея и ведутся наблюдения за ними. Посетители могут видеть всё, что происходит в лаборатории, через прозрачную стену. Специалисты, работающие в лаборатории, также проводят экскурсии для желающих.
Стоимость билета для взрослых — 14 евро, для детей — 12 евро.

## Награды
За недолгое время своего существования музей стал лауреатом различных международных премий. Наиболее престижные среди них — премия Кеннета Хадсона, вручаемая за наиболее смелые эксперименты в области музейного дела, а также премия DASA за инновации (присуждается Европейской музейной академией). Интернациональное жюри назвало Micropia «образцом музея XXI века».